# Adalice Araújo
Adalice Maria de Araújo (Ponta Grossa, 18 de setembro de 1931 - Curitiba, 8 de outubro de 2012) foi uma poeta, artista plástica, historiadora e crítica de arte brasileira.

## Biografia
Foi considerada uma das maiores críticas de arte do Brasil. Adalice Araújo cursou Belas Artes no Brasil e na Itália.
Em 2006 escreveu o livro "Dicionário de Artes Plásticas no Paraná".

Em 2003 ganhou o Prêmio Mário de Andrade da Associação Brasileira de Críticos de Arte e em 2007 ganhou o Prêmio Gonzaga Duque.